# Macross Delta
Macross Delta (マクロスΔ) est un anime de 26 épisodes d'environ 25 minutes produit par le studio Satelight, et diffusé entre avril et septembre 2016. Il s'agit de la quatrième série télévisée de la franchise Macross. L'histoire se déroule huit ans après la série Macross Frontier, soit en 2067. Plusieurs adaptations en manga et roman sont publiées par Kodansha et Ichijinsha. Egalement, un film d'animation est prévu pour février 2018.

## Synopsis
Après plusieurs décennies de colonisation de la galaxie les humains ont maintenant commencé la colonisation d'autres galaxies. Cependant, à la fin des années 2060, une maladie se propage. Appelée "syndrome Var" cette maladie déclenche une crise de violence extrême, et des tendances destructrices, inexpliquées chez les personnes touchées. Seule l'énergie musicale semble pouvoir stopper cette maladie. L'unité musicale tactique Walküre est alors formée.
L'histoire se concentre sur Hayate Himmelmann, un jeune homme sans buts, et Freyja Wion qui fuit sa planète natale pour faire partie des Walkure.